# ورزشگاه شهری المجمعه
ورزشگاه شهری المجمعه (انگلیسی: Al Majma'ah Sports City) یک ورزشگاه چندمنظوره در شهر المجمعه، عربستان سعودی است.
این ورزشگاه که در سال ۱۹۹۰ تاسیس شده دارای ۷٬۰۰۰ نفر ظرفیت می‌باشد و ورزشگاه خانگی باشگاه فوتبال الفیصلی عربستان سعودی محسوب میشود.